# Dan zmage nad Japonsko
Dan zmage nad Japonsko (znan tudi kot Dan VJ, Dan zmage v Pacifiku ali Dan V-P) je dan, ki se ga praznuje v spomin, ko se je Japonska predala v drugi svetovni vojni, s čimer se je vojna dejansko končala. Izraz je bil uporabljen za oba dneva, ko je bila dana prvotna napoved Japonske predaje 15. avgusta 1945 na Japonskem in zaradi razlik v svetovnih časopisih 14. avgust 1945 (ko je bila objavljena v Združenih državah Amerike in na vzhodnopacifiških otokih) – pa tudi 2. septembra 1945, ko je bil podpisan dokument o predaji, ki je uradno končal drugo svetovno vojno.           
15. avgust je uradni dan V-J v Združenem kraljestvu, medtem ko je uradni praznik v ZDA 2. septembra, ki se imenuje Dan V-J. Tovrstno poimenovanje so izbrali zavezniki, potem ko so poimenovali Dan V-E za zmago v Evropi. 
2. septembra 1945 je bila na krovu bojne ladje USS Missouri v Tokijskem zalivu podpisana uradna predaja. Na Japonskem je 15. avgust običajno znan kot "dan spomina na konec vojne" (Shūsen-kinenbi); uradno ime dneva, vendar se ga obeležuje tudi kot dan za žalovanje za mrtve v vojni in molitev za mir (Senbotsusha o tsuitōshi heiwa o kinensuru hi). To uradno ime praznika je bilo sprejeto leta 1982 z odlokom, ki ga je izdala japonska vlada.